# Win the Battle
Win the Battle è un album in studio del gruppo hardcore punk canadese D.O.A., pubblicato nel 2002.

## Tracce
1. Dead Men Tell No Tales
2. We're Drivin' to Hell N' Back
3. Just Say No to the WTO
4. If I Were a Redneck
5. All Across The U.S.A. (featuring Bif Naked; LP only)
6. I Am Canadian
7. Warmonger
8. The Beer Liberation Army
9. La Grange (ZZ Top)
10. Fuck You w/ the Blues (Gerry Hannah)
11. Curbstomp the Devil
12. Mexican Holiday
13. Return to Lumberjack City
14. Junk City Nowhere (Vancouver)

## Formazione
- The Great Baldini – batteria
- Randy Rampage – basso
- Joey Shithead – chitarra, voce